# Caspar Josef Lizius
Caspar Josef Lizius (* 1760 in Niederwalluf; † 5. Dezember 1824 in Frankfurt am Main) war ein Mainzer Kirchenmusiker, Hofsekretär, Domkapellmeister, Musikdirektor, Domkomponist in Mainz zur Zeit der französischen Revolution.

## Leben
Caspar Josef Lizius, Sohn von Johann Baptist Lizius (* 27. Juli 1720 in Rauenthal, Rheingau; † 18. August 1806 in Niederwalluf) und seiner zweiten Frau Anna Maria Budi († 1781) wurde am 15. Mai 1760 in Niederwalluf getauft. Als Sohn eines Schulmeisters genoss er eine gute Ausbildung. Er lernte, Klavier und Orgel zu spielen. Als er 21 Jahre alt war, starb seine Mutter. 5 Jahre später heiratete er Katharina Aloysia Jung, Tochter des Handelsmannes Johann Peter Jung aus Mainz.

### Leben in Mainz
Lizius trat als Sekretär in den Dienst von Hugo Freiherr von Geismar gen. Mosbach von Lindenfels. Er fand in Vikar Tobias Jagemann von St. Alban, Oheim seiner Frau, einen Unterstützer seiner Kunst, und musizierte meistens im Dienste der Albanskirche. Caspar Josef spielte zahlreiche Gottesdienste in St. Christof, St. Quintin, St. Ignaz etc., doch hauptsächlich in der Sebastianuskapelle, in der er wohl auch getraut worden war. Seit der Aufhebung der Stifte und Klöster im Jahr 1802 hörten diese Gottesdienste jedoch auf. Dafür eröffnete sich Lizius eine bessere Tätigkeit im Dienste des neuen Bischofs Joseph Ludwig Colmar, der ihn zum Kapellmeister machte. Als am 15. August 1804 der Mainzer Dom zum ersten Mal wieder in Benutzung genommen wurde, führte Caspar Josef Lizius den Dirigentenstab. Er spielte nun immer im Dom an Weihnachten, Ostern, dem Weißen Sonntag, Christi Himmelfahrt und Allerheiligen mit 14–19 Sängern und Musikern.

### Umzug nach Frankfurt am Main
Am 10. April 1809 verzichtete Lizius auf sein Bürgerrecht in Mainz und zog nach Frankfurt am Main. Ab 1810 wurde er dort, durch Dekret des Ministers von Eberstein, Organist am Dom St. Bartholomäus und ab 1816 Gesangslehrer an der katholischen Mädchenschule. Das französisch gewordenen Mainz wurde ihm immer fremder und so bewarb er sich mit seiner Frau Anna Maria Budi und den drei noch bei ihnen verbliebenen Kindern (sein Sohn Christoph hatte bereits 1812 geheiratet und war ausgezogen) um das Frankfurter Bürgerrecht, das ihm am 15. Dezember 1820 gewährt wurde. Insgesamt hatte das Paar acht Kinder, von denen eines direkt nach der Geburt und drei zwischen den Jahren 1792 und 1795 während der Belagerung von Mainz in Rauenthal starben. Sie wurden auf dem Domfriedhof in Mainz begraben. 
Einer der Enkel von Caspar Josef Lizius ist Bernhard Lizius (1812–1870), ein Revolutionär, der am 3. April 1833 beim Frankfurter Wachensturm verhaftet wurde, und das Bildnis seiner Enkelin Caroline Lizius (1825–1908) hängt in der Schönheitengalerie König Ludwig I. im Schloss Nymphenburg.
Am 5. Dezember 1824 nachts um 2 Uhr starb Caspar Joesef Lizius in Frankfurt und wurde zwei Tage später beerdigt.

## Kirchenmusiker
Als am 16. Juni 1805 die Fronleichnamsprozession nach langer Pause durch die Mainzer Straßen zog, spielte Lizius ein musikalisches Hochamt im Dom und begleitete die Prozession mit „Harmonie“, d. h., er dirigierte eine Bläserkapelle, die dem Brauch der Zeit entsprechend, aus Oboen, Klarinetten, Fagotten, Waldhörnern und Posaunen zusammengesetzt war. In der Hauptsache führte Lizius Instrumentalmessen auf. 1797 kaufte er sich eine Messe von Wanhall und eine von Pater Alexius Molitor. Seine Stiltendenz ist die zeitgenössische, klassisch-klassizistische. Im gleichen Stil wird er auch das Requiem, die Vesper, die selten vorkommende Komplet, die Salve und das Tedeum gespielt haben. An diese Tradition der neuen Bischofskirche suchte der erste Domkapellmeister Adam Werner 1858 anzuknüpfen, bis ihn 1866 die Cäcilianische Richtung G.B. Webers unter Bischof Wilhelm Emmanuel von Ketteler ablöste. Die Kapelle von Lizius bestand für gewöhnlich aus etwa 11 Sängern und Instrumentalisten: zwei Frauen für Sopran und Alt, zwei Männern für Tenor und Bass; dazu kamen vier Geigen, zwei Bässe und ein Orgelspieler. Ob Lizius selbst dirigierte oder die Primgeige spielte wissen wir nicht; ebenso wenig ob die Bratsche immer besetzt war. Ein Berufsmusiker konnte mindestens zwei Instrumente spielen. Daher war es auch üblich, dass dieselben Musiker, die bei der Firmung in St. Ignaz „Sinfonie“ gestrichen haben, auch anschließend „Harmonie“ bliesen. Das Lizius mit dem Notenstecher Bernhard Schott in Beziehungen stand, zeigt eine Notiz seiner Frau im „Hausmanual“.

## Weblink
- Lizius, Caspar Josef. Hessische Biografie. (Stand: 10. Juni 2024). In: Landesgeschichtliches Informationssystem Hessen (LAGIS).